# Mistrzostwa Świata w Lekkoatletyce 1995 – bieg na 400 m przez płotki mężczyzn
Bieg na 400 m przez płotki mężczyzn – jedna z konkurencji rozgrywanych podczas mistrzostw świata w lekkoatletyce w 1995. Eliminacje odbyły się 7 sierpnia, półfinały miały miejsce 8 sierpnia, finał zaś został rozegrany 10 sierpnia.
Do konkursu zgłoszonych zostało 54 zawodników z 34 państw.
Zawody w tej konkurencji wygrał reprezentant Stanów Zjednoczonych Derrick Adkins. Drugą pozycję zajął zawodnik z Zambii Samuel Matete, trzecią zaś reprezentujący Francję Stéphane Diagana.

## Wyniki

### Eliminacje
Bieg 1
| Miejsce | Zawodnik          | Państwo   | Wynik |
| ------- | ----------------- | --------- | ----- |
| 1.      | Fabrizio Mori     | Włochy    | 49,37 |
| 2.      | Ken Harnden       | Zimbabwe  | 49,65 |
| 3.      | Niklas Wallenlind | Szwecja   | 49,91 |
| 4.      | Stephan Striezel  | Niemcy    | 51,65 |
| 5.      | Juan Vallin       | Meksyk    | 51,96 |
| 6.      | Ibou Faye         | Senegal   | 52,20 |
| –       | Salvador Vila     | Hiszpania | DSQ   |
| –       | Ołeh Twerdochlib  | Ukraina   | DNF   |

Bieg 2
| Miejsce | Zawodnik         | Państwo           | Wynik |
| ------- | ---------------- | ----------------- | ----- |
| 1.      | Stéphane Diagana | Francja           | 49,16 |
| 2.      | Octavius Terry   | Stany Zjednoczone | 49,43 |
| 3.      | Carlos Silva     | Portugalia        | 49,53 |
| 4.      | Patrick Ottoz    | Włochy            | 49,65 |
| 5.      | Iñigo Monreal    | Hiszpania         | 50,30 |
| 6.      | Barnabas Kinyor  | Kenia             | 50,91 |
| –       | Chanon Keanchan  | Tajlandia         | DSQ   |

Bieg 3
| Miejsce | Zawodnik                | Państwo          | Wynik |
| ------- | ----------------------- | ---------------- | ----- |
| 1.      | Winthrop Graham         | Jamajka          | 49,15 |
| 2.      | Erick Keter             | Kenia            | 49,27 |
| 3.      | Dusán Kovács            | Węgry            | 49,30 |
| 4.      | Rohan Robinson          | Australia        | 49,63 |
| 5.      | Yoshihiko Saitō         | Japonia          | 49,91 |
| 6.      | Hadi Soua’an Al-Somaily | Arabia Saudyjska | 50,54 |
| 7.      | Jean-Paul Bruwier       | Belgia           | 50,96 |
| –       | Gary Jennings           | Wielka Brytania  | DSQ   |

Bieg 4
| Miejsce | Zawodnik        | Państwo   | Wynik |
| ------- | --------------- | --------- | ----- |
| 1.      | Laurent Ottoz   | Włochy    | 48,90 |
| 2.      | Sven Nylander   | Szwecja   | 49,10 |
| 3.      | Miro Kocuvan    | Słowenia  | 49,45 |
| 4.      | Jozef Kucej     | Słowacja  | 50,00 |
| 5.      | Michael Kaul    | Niemcy    | 50,23 |
| 6.      | Wadim Zadojnow  | Mołdawia  | 50,24 |
| 7.      | Domingo Cordero | Portoryko | 50,42 |
| 8.      | Judex Lefou     | Mauritius | 51,46 |

Bieg 5
| Miejsce | Zawodnik            | Państwo           | Wynik |
| ------- | ------------------- | ----------------- | ----- |
| 1.      | Eronilde de Araújo  | Brazylia          | 48,84 |
| 2.      | Shunji Karube       | Japonia           | 49,07 |
| 3.      | Hennadij Horbenko   | Ukraina           | 49,44 |
| 4.      | Ryan Hayden         | Stany Zjednoczone | 49,77 |
| 5.      | Simon Hollingsworth | Australia         | 50,66 |
| 6.      | Hamidou M'Baye      | Senegal           | 52,13 |
| 7.      | Eric Krings         | Gwatemala         | 53,78 |
| –       | Petten Pulkkinen    | Finlandia         | DSQ   |

Bieg 6
| Miejsce | Zawodnik          | Państwo   | Wynik |
| ------- | ----------------- | --------- | ----- |
| 1.      | Kazuhiko Yamazaki | Japonia   | 48,37 |
| 2.      | Samuel Matete     | Zambia    | 48,45 |
| 3.      | Rusłan Maszczenko | Rosja     | 48,47 |
| 4.      | Niklas Eriksson   | Szwecja   | 49,33 |
| 5.      | Paweł Januszewski | Polska    | 49,43 |
| 6.      | Óscar Pitillas    | Hiszpania | 51,28 |
| 7.      | Mohammed Amin     | Pakistan  | 52,22 |
| 8.      | Ilir Xhani        | Albania   | 52,61 |

Bieg 7
| Miejsce | Zawodnik        | Państwo           | Wynik |
| ------- | --------------- | ----------------- | ----- |
| 1.      | Derrick Adkins  | Stany Zjednoczone | 48,86 |
| 2.      | José Pérez      | Kuba              | 50,32 |
| 3.      | Marc Dollendorf | Belgia            | 50,47 |
| 4.      | Jimmy Coco      | Francja           | 50,80 |
| 5.      | Olaf Hense      | Niemcy            | 52,35 |
| –       | Gideon Biwott   | Kenia             | DSQ   |
| –       | Gary Cadogan    | Wielka Brytania   | DSQ   |

### Półfinały
Bieg 1
| Miejsce | Zawodnik           | Państwo           | Wynik |
| ------- | ------------------ | ----------------- | ----- |
| 1.      | Derrick Adkins     | Stany Zjednoczone | 48,25 |
| 2.      | Stéphane Diagana   | Francja           | 48,37 |
| 3.      | Rusłan Maszczenko  | Rosja             | 48,75 |
| 4.      | Eronilde de Araújo | Brazylia          | 48,85 |
| 5.      | Erick Keter        | Kenia             | 49,53 |
| 6.      | José Pérez         | Kuba              | 50,20 |
| –       | Fabrizio Mori      | Włochy            | DSQ   |
| –       | Shunji Karube      | Japonia           | DSQ   |

Bieg 2
| Miejsce | Zawodnik          | Państwo           | Wynik |
| ------- | ----------------- | ----------------- | ----- |
| 1.      | Samuel Matete     | Zambia            | 48,50 |
| 2.      | Sven Nylander     | Szwecja           | 48,53 |
| 3.      | Kazuhiko Yamazaki | Japonia           | 48,64 |
| 4.      | Ken Harnden       | Zimbabwe          | 48,73 |
| 5.      | Laurent Ottoz     | Włochy            | 48,94 |
| 6.      | Octavius Terry    | Stany Zjednoczone | 49,49 |
| 7.      | Dusán Kovács      | Węgry             | 49,57 |
| –       | Winthrop Graham   | Jamajka           | DSQ   |

### Finał
| Miejsce | Zawodnik           | Państwo           | Wynik |
| ------- | ------------------ | ----------------- | ----- |
| 01 !    | Derrick Adkins     | Stany Zjednoczone | 47,98 |
| 02 !    | Samuel Matete      | Zambia            | 48,03 |
| 03 !    | Stéphane Diagana   | Francja           | 48,14 |
| 4.      | Rusłan Maszczenko  | Rosja             | 48,83 |
| 5.      | Sven Nylander      | Szwecja           | 48,84 |
| 6.      | Ken Harnden        | Zimbabwe          | 48,89 |
| 7.      | Kazuhiko Yamazaki  | Japonia           | 49,22 |
| 8.      | Eronilde de Araújo | Brazylia          | 49,86 |